# Timberborn
Timberborn — компьютерная игра в жанре градостроительного симулятора. Выпущена в ранний доступ 15 сентября 2021 года разработчиком и издателем Mechanistry.

## Сеттинг
Действия игры происходят в вымышленном постапокалиптическом мире, в котором все люди погибли, но выжили бобры. Источники плохой воды, а так же подземные и надземные развалины — всё это напоминает о том что когда-то здесь обитали люди. Предыстория к игры раскрывается в основном через описание построек.

## Игровой процесс
Timberborn — градостроительный симулятор, в котором предстоит управлять колонией бобров в постапокалиптической пустоши, где люди вымерли. Игрокам нужно строить города, используя гидросооружения, такие как плотины и шлюзы, чтобы сделать пустошь более пригодной для жизни. При желании можно терраформировать всю игровую карту.
Игрок занимается постройкой домов, ферм, фабрик, складов, мест для отдыха, организует работу общественного транспорта (зиплайнов), а также устанавливает водяные колёса и ветрогенераторы для производства механической энергии, необходимой для работы производственных линий. При этом необходимо поддерживать благополучие граждан.
Со временем игроки могут открывать новые технологии. На позднем этапе игры становятся доступными боты — механизированные бобры, которые могут работать круглосуточно.
Главной опасностью для поселений бобров являются сезоны засухи и токсичных приливов. Они могут привести к неурожаю и затруднить сбор древесины, необходимой для строительства.
В игре доступны две фракции: «Хвосты мира» и «Железные зубы». Каждая из них обладает уникальными постройками, технологиями и особенностями.

### Ресурсы
В игре имеется множество различных ресурсов, необходимых для выживания и расширения колонии. Игрокам следует накапливать их, налаживать логистику и грамотно распределять между районами.

### Модификации
Начиная с версии 6.0, в игре официально поддерживается система модификаций. Разработчики модов добавляют в игру новые постройки, игровые механики, улучшают интерфейс, изменяют текстуры, добавляют визуальные эффекты и т. д.

## Создание игры
Timberborn — первый проект студии.
Альфа-версия игры вышла 18 ноября 2019 года, закрытое бета-тестирование началось 18 июня 2020 года. Демо-версия игры вышла 26 января 2021 года. В ранний доступ Timberborn вышел 15 сентября 2021 года.
Вот что говорят о своей студии и игре её создатели, при анонсировании пятого крупного обновления:
Рассеянная по всей Польше, Mechanistry — это независимая студия, разрабатывающая свой дебютный проект — игру о строительстве города бобрами под названием Timberborn. Игра успешно вышла в раннем доступе 15 сентября 2021 года, разошлась тиражом более 1 миллиона копий за два года и сохраняет исключительно положительный рейтинг в Steam.
Оригинальный текст (англ.)Оригинальный текст (англ.)Scattered across Poland, Mechanistry is an independent studio developing its debut title, a beaver city-building game Timberborn. The game had a successful Early Access launch on September 15, 2021, selling over 1 million copies in two years, and maintaining an overwhelmingly positive rating on Steam. 
В данный момент над игрой работает команда из 14 человек.

### Саундтрек
Саундтрек для игры написан композитором Zofia Domaradzka. Для игры она написала 11 песен.

| №   | Название                      | Длительность |
| --- | ----------------------------- | ------------ |
| 1.  | «We Are Timberborn»           | 3:09         |
| 2.  | «Water That Gives Life»       | 2:17         |
| 3.  | «Fruitful Hardship»           | 2:16         |
| 4.  | «Thirsty Lands»               | 2:25         |
| 5.  | «The Cycle of Nature»         | 2:10         |
| 6.  | «Hopeful Calmness»            | 2:10         |
| 7.  | «Strong Together»             | 2:04         |
| 8.  | «Mystery of the New Day»      | 1:35         |
| 9.  | «Seasons Change»              | 2:21         |
| 10. | «When All Life Goes to Sleep» | 2:19         |
| 11. | «Harvest Time»                | 2:28         |

### История крупных обновлений
| Версия        | Название              | Дата выхода |
| ------------- | --------------------- | ----------- |
| Альфа         | -                     | 18/11/2019  |
| Бета          | -                     | 18/06/2020  |
| Демо          | -                     | 26/01/2021  |
| Ранний доступ | -                     | 16/09/2021  |
| 1.0           | -                     | 17/12/2021  |
| 2.0           | -                     | 14/09/2022  |
| 3.0           | -                     | 15/12/2022  |
| 4.0           | -                     | 24/05/2023  |
| 5.0           | Badwater              | 18/01/2024  |
| 6.0           | Wonders of Water      | 10/10/2024  |
| 7.0           | Ziplines and tubeways | 08/05/2025  |
|               |                       |             |

## Оценки и мнения
| Рецензии                        |                                                              |
| Издание                         | Оценка                                                       |
| Jeuxvideo.com                   | 75/100                                                       |
| Impulsegamer                    | 4.3/5                                                        |
| Thumb Culture                   | [ 10 ]                                                       |
| NoobFeed                        | 80/100                                                       |
| Softpedia                       | [ 12 ]                                                       |
| Награды                         |                                                              |
| Издание                         | Награда                                                      |
| 2024 Independent Games Festival | Совершенство в дизайне (почетное упоминание)                 |
| 2023 Indie cup CEE              | Выбор критиков                                               |
| 2022 Indie X                    | финалист                                                     |
| 2021 GRYonline.pl               | Самые интересные стратегические игры, выпущенные в 2021 году |
| 2021 Screen Rant                | Лучшая стратегия в реальном времени (4-е место)              |

### Интервью
- Timberborn & Music for Post-apocalyptic Beavers (англ.) 19.07.2022.